# Джоанна Бруно
Джоанна Мері Бруно (англ. Joanna Mary Bruno; нар. 1944, Вест-Орандж, Нью-Джерсі, США), також знана як Джоанна Бруно-Кларк — американська оперна співачка (сопрано), яка мала активну міжнародну кар'єру протягом 1960-х і 1970-х років. Ліричне сопрано вона часто виступала в операх Джакомо Пуччіні та Вольфганга Амадея Моцарта.
У США вона часто виступала з Оперою Санта-Фе та Нью-Йоркською оперою, а в Європі — з Голландською національною оперою та Шотландською оперою. Найбільше її пам'ятають за виступи в операх Джанкарло Менотті, особливо за створення ролі Кори Арнек у світовій прем'єрі «Найважливіша людина» у 1971 році.

## Біографія
Народилась у Вест-Оранджі, Нью-Джерсі, Бруно розпочала навчання вокалу у Кетрін Істмент у Нью-Джерсі. Вона вивчала оперу з Дженні Турель у Джульярдській школі, де закінчила бакалаврат у 1967 році.
Продовжила навчання в аспірантурі в Джульярдському оперному центрі, з яким виступала в американських прем'єрах «Орміндо» Франческо Каваллі (в ролі Нерілло у 1968 році) та «Антигони» Артура Онеґґера. Пізніше продовжила навчання опері у Луїджі Річчі в Академії святої Цецилії у Римі. У 1967 році вона стажувалась в опері Санта-Фе і виконала роль Сюзанни у «Весілля Фігаро» Моцарта на музичному фестивалі в Аспені, як студентка в Аспенському оперному центрі у 1966 році.
Професійний оперний дебют Бруно відбувся у 1968 році у ролі Моніки в «Медіумі» Менотті на Фестивалі двох світів в Сполето, Італія.
У 1969 році вона була солісткою-сопрано в «Симфонії № 3» Карла Нільсена з Бостонським симфонічним оркестром під керівництвом Генрі Льюїса. Протягом 1970-х років неодноразово виступала в Опері Санта-Фе (SFO), зокрема зіграла Сусанну в «Графині» Кірі Те Канави в американському дебюті Те Канави у 1971 році.
Серед інших ролей, які вона виконала з SFO: Анна Трулав у «Кар'єра марнотрата» Ігоря Стравинського (1970); Паміна в «Чарівній флейті» Моцарта (1971); Мімі в «Богемі» Пуччіні (1973); Деспіна в «Так чинять усі» Моцарта (1975) та Мікаела в «Кармен» Бізе (1975). Пізніше вона повернулася до SFO у 2004 році у ролі служниці в «Симоні Бокканеґра» Джузеппе Верді.
У 1970-х роках вона часто виступала з Нью-Йоркською оперою (NYCO), виконуючи такі ролі Мімі та Мікаели. У NYCO вона, зокрема, створила роль Кори Арнек у світовій прем'єрі опери Менотті «Найважливіша людина» у 1971 році. Ще однією роллю в опері Менотті була Сардула в «Останньому дикуні» в Гавайському оперному театрі у 1973 році.
Інші визначні моменти кар'єри у Північній Америці включали виступи як Мімі в Ліричній опері Чикаго у 1972 році та у Х'юстонській Гранд Опері у 1975 році з Хосе Каррерасом у ролі її Родольфо. Вона повернулася до Х'юстона у 1976 році в ролі Моніки в «Медіумі» Менотті.
У Європі Бруно зіграла у кількох постановках Голландської національної опери у 1970-х роках, зокрема образи Мімі (1970), Анни Трулав у «Кар'єрі марнотрата» (1972) та Нанетти у «Фальстафі» Джузеппе Верді (1972, 1973). Компанія взяла постановку на Голландський фестиваль у 1973 році. Вона також виступала в багатьох постановках Шотландської опери, з'являючись у ролі Мімі (1974, 1976); Дездемони в «Отелло» Джузеппе Верді (1976, 1977), Чіо-Чіо-Сан в «Мадам Баттерфляй» Пуччіні (1976, 1978). У 1972 році вона виконала ролі в «Корі» Менотті в Оперному театрі імені Джузеппе Верді у Трієсті, Італія. У 1973 і 1974 роках вона виконувала партію Мусетти в «Богемі» Пуччіні в Опері Гарньє для Паризької національної опери з диригентом Альдо Чеккато та Робертом Кернсом у ролі Марчелло.
Після кінця 1970-х років професійна участь Бруно стали рідкістю. У 1975 році їй діагностували біполярний розлад, хворобу, яка вплинула на стабільність кар'єри. У 1982 році вийшла заміж за свого колегу, випускника Джульярдської школи Вінсента Кларка, піаніста й органіста. Вона навчалася в аспірантурі з вокальної педагогіки у Вестмінстерському хоровому коледжі та викладає вокал. У 2001 році вона дала концерт оперних арій з Державною оперою Нью-Джерсі.